# Phyllolabis regelationis
Phyllolabis regelationis är en tvåvingeart som beskrevs av Alexander 1953. Phyllolabis regelationis ingår i släktet Phyllolabis och familjen småharkrankar.
Artens utbredningsområde är Myanmar. Inga underarter finns listade i Catalogue of Life.